# Régression géographiquement pondérée
Pour les articles homonymes, voir GWR.
La régression géographiquement pondérée (« Geographically Weighted Regression » ou « GWR ») est une régression adaptée au domaine de l'analyse spatiale et tenant compte de la dépendance géographique ,. Alors que dans la régression classique il est présupposé que le phénomène est stationnaire dans l'espace étudié, dès que l'analyste géographe observe une dépendance entre l'observation et le lieu géographique, il doit employer un modèle non stationnaire tels que GWR, CAR ou SAR.  

## Description
Formellement, le modèle peut s'écrire, en tout point (i,j) de l'espace géographique étudié :
La matrice 
{\displaystyle W(i,j)={\begin{pmatrix}w_{1}(i,j)&0&\cdots &\cdots &0\\0&\cdots &w_{k}(i,j)&\cdots &0\\0&\cdots &\cdots &\cdots &w_{m}(i,j)\end{pmatrix}}} où chaque {\displaystyle w_{k}(i,j)} est porteur de la dépendance spatiale locale et s'exprime à l'aide d'une fonction noyau (« kernel ») du type gaussienne comme par exemple {\displaystyle w_{k}(i,j)=e^{-0,5({\frac {d_{k}(i,j)}{h}})^{2}}} où {\displaystyle d_{k}(i,j)} est une mesure de la distance entre la {\displaystyle k^{{\grave {e}}me}} observation et le point de coordonnées spatiales (i,j),  h est largeur de bande.

## Utilisation
L'utilisation de cette régression est conseillée dès que le résidu est géographiquement dépendant. On l'utilise donc dans la fouille de données spatiales. 
La distance utilisée pour décrire la diminution du poids avec l'éloignement peut être la distance euclidienne quand les points sont repérés en coordonnées cartésienne ou bien la distance du grand cercle quand les coordonnées sphériques sont employées.  